# La Danse de Zorba
La Danse de Zorba est une chanson de Dalida écrite par Françoise Dorin sur la musique de Míkis Theodorákis du film Zorba le Grec sortie en 1965. Lors de sa sortie, la chanson connut un succès.

## Histoire
Un sondage établi en 1965 indique que la chanteuse Dalida est la chanteuse préférée des français. Malgré une arrivée très violente de la génération « yéyé », elle a su se reconvertir à la mode des années 1960. Dalida sort la chanson qui est une adaptation française de la chanson De dans van Zorba. Celle-ci est la bande originale du film Zorba le Grec.

## Classement hebdomadaire

### Version de Dalida
| Pays (1965/1966) | Meilleure position |
| ---------------- | ------------------ |
| France           | 2                  |
| Brésil           | 2                  |
| Italie           | 5                  |
| Pays-Bas         | 6                  |
| Argentine        | 7                  |
| Turquie          | 7                  |
| Espagne          | 19                 |
| Wallonie         | 24                 |